# Martin Frýdek (Fußballspieler, 1969)
Martin Frýdek (* 9. März 1969 in Hradec Králové) ist ein tschechischer Fußballspieler und -trainer.

## Spielerkarriere
Martin Frýdek spielte in seiner Jugend für Spartak Hradec Králové und Agro Kolín. Von 1989 bis 1990 absolvierte er seinen Wehrdienst bei VTJ Karlovy Vary. Anschließend spielte er sieben Jahre für Sparta Prag, wo er zu den besten Spielern gehörte. In dieser Zeit machte Frýdek auch 37 Länderspiele für die Tschechoslowakei respektive Tschechien, in denen er vier Tore schoss. 1997 wechselte der kleine Mittelfeldspieler zu Bayer 04 Leverkusen. Dort konnte er sich allerdings genauso wenig durchsetzen wie ein Jahr darauf beim MSV Duisburg. 1999 kehrte er in die Tschechische Republik zurück und unterschrieb beim FK Teplice, wo er in den ersten zwei Jahren an seine alte Form anknüpfen konnte. Nach vier Spielen 2001/02 wurde er wegen schlechter Leistung aussortiert. Im Januar 2002 wechselte er in die 2. Liga zu SC Xaverov Horní Počernice, wo er bis 2004 spielte. Anschließend war er für den FK Semice aktiv. Von August bis November 2005 spielte er für Dukla Prag. Seit April 2006 spielt er nebenher für TJ Město Zbiroh.

## Trainerkarriere
2004/05 trainierte Martin Frýdek den FK Kolín in der 3. Liga, die Mannschaft stieg jedoch ab und er bekam kein neues Vertragsangebot. Seit 2005 ist er Trainer in der Juniorenabteilung von Sparta Prag.

## Familie
Sein Sohn Martin ist ebenfalls Fußballspieler und bestritt am 24. März 2016 sein erstes Länderspiel für Tschechien.